# Семенной
Семенной — посёлок в Краснокутском районе Саратовской области России, в составе городского поселения Муниципальное образование город Красный Кут. 

## География
Расположен в 9,8 км юго-восточнее города Красный Кут.

## История
Основан как посёлок Сельскохозяйственной опытной станции. Согласно переписи 1926 года в посёлке проживало 118 человек, из них немцев - 12. Населённый пункт относился к Краснокутскому кантону АССР немцев Поволжья
28 августа 1941 года был издан Указ Президиума ВС СССР о переселении немцев, проживающих в районах Поволжья, население было депортировано. Село, как и другие населённые пункты Краснокутского кантона, было включено в состав Саратовской области. В 1984 году посёлок Госселекстанции переименован в посёлок Семенной.

## Население
Динамика численности населения по годам:
| 1926 | 1987 | 2002 |
| ---- | ---- | ---- |
| 118  | ≈480 | 422  |

| 2002 | 2010 |
| ---- | ---- |
| 536  | ↘495 |

Национальный состав
Согласно результатам переписи 2002 года большинство населения составляли русские (84 %).